# Idioma ukaan
El ukaan (también llamado ikan, anyaran, auga, o kakumo) es una lengua o conjunto de lenguas de la familia Níger-Congo, que no se habáin descrito bien hasta hace relativamente poco y cuya filiación dentro del grupo Benue-Congo es tentativa.
Roger Blench fue quien sugirió, basándose sólo en listas de palabras, que podría colocarse dentro de las lenguas Benue-Congo, siendo posiblemente la lengua más divergente de las lenguas Benue-Congo. Blench (2012) afirma que "las clases de sustantivos y la concordia hacen que parezca Benue-Congo, pero la evidencia es débil". Los hablantes se refieren a su idioma como ùkãã o ìkã.

## Variedades
El nombre anyaran es de la ciudad de Anyaran, donde también se habla esta lengua. El ukaan tiene varios dialectos que difieren notablemente entre sí: el ukaan propiamente dicho, el igau, el ayegbe (iisheu), el iinno (iyinno), que sólo tiene inteligibilidad unidireccional en algunos casos.
Roger Blench (2005, 2019) considera que Ukaan consiste en al menos 3 idiomas diferentes, y señala que las variedades de ukaan habladas en ìshè,̣ Ẹkakumọ y auga tienen lexemas diferentes. Salffner (2009: 27) enumera los siguientes cuatro dialectos del ukaan:
- Ikaan: hablado en Ikakumo e Ikakumo (Estado Edo)
- Ayegbe: hablado en Ise
- Iigau o Iigao: hablado en Auga
- Iino: hablado en Ayanran

## Distribución
Ethnologue enumera los siguientes lugares donde se habla ukaan.
- Estado de Ondo: Akoko Noreste  LGA
- Estado de Edo: Akoko Edo LGA
- Estado de Kogi: Ijumu LGA (ciudades de Anyaran, Auga e Ishe)

Blench (2019) enumera Estado de Ondo, Akoko North LGA, ciudades de Kakumo–Aworo (Kakumo–Kejĩ, Auga e Iṣe); Estado de Edo, Akoko Edo LGA, ciudades de Kakumo-Akoko y Anyaran.

## Reconstrucción y comparación léxica
Proto-Ukaan ha sido reconstruido por Abiodun (1999). Los numerales para variedades de ukaan son:
| GLOSA | Ikaan         | PROTO- UKAAN |
| ----- | ------------- | ------------ |
| '1'   | ʃí            | *ʃí          |
| '2'   | wā            | *wà          |
| '3'   | tāːs hrāhr    | *tárV        |
| '4'   | nāʲ nā        | *nã́hĩ́        |
| '5'   | hrʊ̃̀ː tõ̀ː      | *tʃʊ̃̀nṽ       |
| '6'   | hràdá         | *ràdá        |
| '7'   | hránèʃì       | *rə̀nẽ́ʃì      |
| '8'   | nàːnáʲ/ nàːná | *nàːná       |
| '9'   | hráòʃì        |              |
| '10'  | òpú           | *ə̀-pú        |
El ukaan tiene un sistema numérico vigesimal con una construcción especial para los números compuestos del 15 al 19, que se forma con el 20 - 5 al 1, respectivamente. El número más alto tradicional es el 400 'ʊ̀hʲɔ̀nì'. Nótese que la [p] como en el número 10 se sustituye por la [f] como en el 11 [áfūmànûʃì], que significa 'diez y uno'. El 'àɡ͡bá' en el 60 y otros números superiores significa 'saco', con un 'saco' que representa 'veinte'.